# Królestwo Francji (987–1791)
Królestwo Francji (fr. Royaume de France) do 1204 Królestwo Franków (łac. Regnum Francorum) – państwo historyczne w Europie, na terenie obecnej Francji, jedno z jej prawno-historycznych poprzedników. Istniało w latach 987–1791.

## Historia

### Średniowiecze

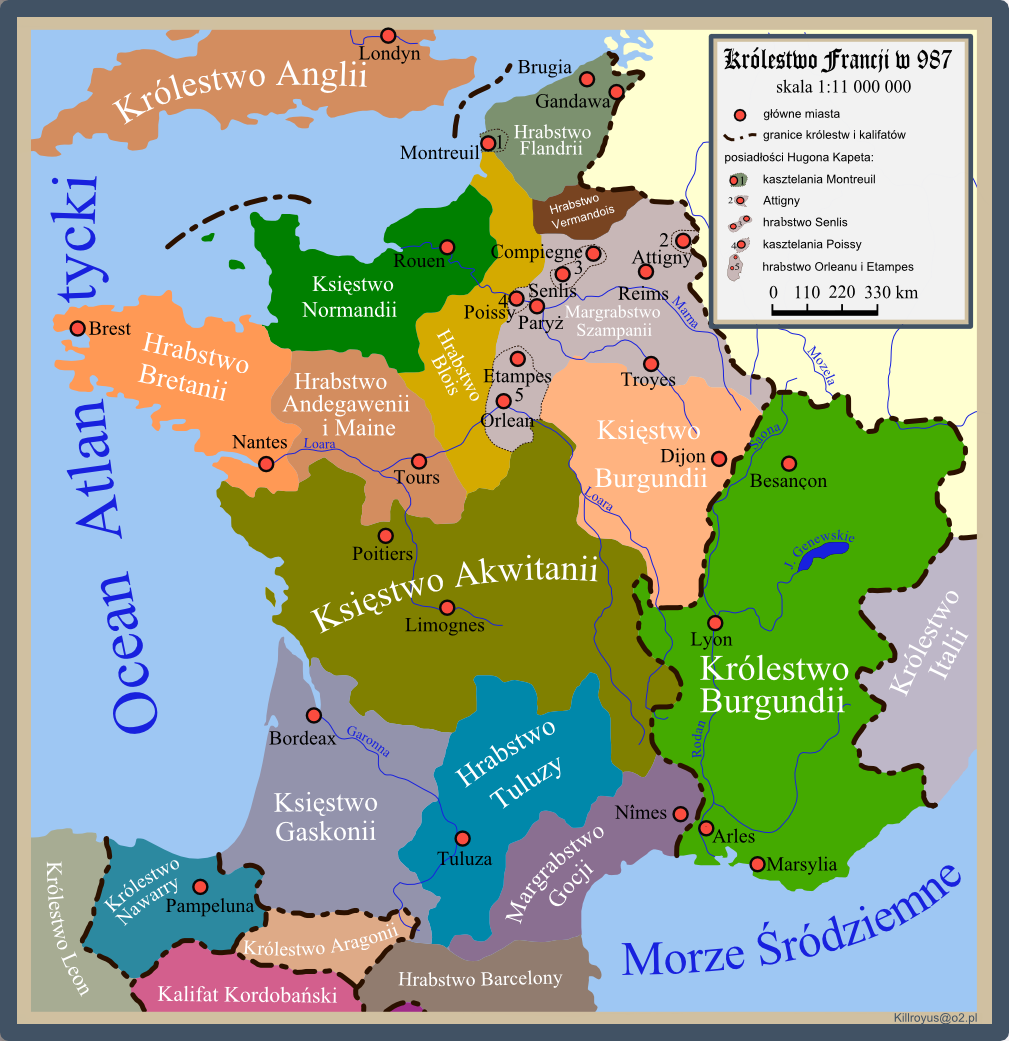
Francja w 987 roku

Państwo powstało umownie w momencie wygaśnięcia w państwie zachodniofrankijskim dynastii Karolingów i koronacji Hugo Kapeta na króla. Początkowo w jego bezpośrednim posiadaniu było niewielkie terytorium wokół Paryża. Reszta ziem należała do wasali królewskich. Za czasów panowania Kapetyngów postępował proces wzmacniania władzy królewskiej i scalania ziem francuskich. Król Filip II August jako pierwszy w 1190, a oficjalnie od 1204 tytułował się królem Francji, w miejsce dotychczasowego króla Franków. Kapetyngowie przeprowadzili także inne liczne reformy administracyjne i ustrojowe (między innymi w roku 1302 utworzono Stany Generalne).
W 1328 roku zmarł ostatni z synów Filipa IV Pięknego, król Karol IV. Jego śmierć zakończyła ponad trzystuletnie rządy dynastii Kapetyngów. Do tronu po zmarłym władcy zgłosiło roszczenia aż trzech pretendentów: dwaj bratankowie Filipa Pięknego i jego wnuk ze strony córki Izabeli, król Anglii Edward III, co stało się przyczyną najdłuższej w historii Europy wojny o sukcesję (wojna stuletnia).

### Absolutyzm
Proces scalania ziem francuskich kontynuowali Walezjusze, którzy w 1328 roku, po wygaśnięciu głównej linii Kapetyngów, zasiedli na tronie Francji. Na przełomie XV i XVI wieku w zjednoczonej i scentralizowanej Francji władza królewska zaczęła przybierać formę absolutyzmu. Główni konkurenci monarchii, wielcy feudałowie, utracili dotychczasowe znaczenie, ponieważ miasta, w których pojawiały się już formy produkcji wczesnokapitalistycznej, były sojusznikami monarchii. W latach 1480–1536 przyłączono do Francji Prowansję, Burgundię, Bretanię i Sabaudię. Szczyt pierwszej fazy absolutyzmu przypadł na panowanie Franciszka I. Za jego rządów wprowadzono urzędowy język francuski oraz stałe podatki.

Rozwój terytorialny Francji 985–1947

Kolejny okres wojen wewnętrznych rozpoczął się w dobie reformacji. W 1562 roku uzyskali od regentki Katarzyny Medycejskiej częściową swobodę kultu. Wzajemna wrogość i rywalizacja o wpływy polityczne między obozem katolickich Gwizjuszów i Ligi Katolickiej i protestantów doprowadziła do krwawych wojen religijnych w latach 1562–1598. Kres wojnom położyły śmierć Henryka III i zakończenie panowania dynastii Walezjuszów.
Dynastia Burbonów umocniła francuski absolutyzm. Henryk IV sam decydował o wszystkich sprawach państwa, łamał opór możnych i odbudował autorytet królewski. Jego polityka wewnętrzna doprowadziła do rozkwitu gospodarki zrujnowanej wojną domową. Za jego panowania powstały także pierwsze kolonie francuskie w Ameryce. Osłabioną przejściowo po jego śmierci władzę centralną sprawował kardynał Richelieu, pełniący w latach 1624–1642 stanowisko pierwszego ministra; zwalczał on bezlitośnie opozycję arystokratów i hugenotów. Po zdobyciu w 1628 twierdzy La Rochelle pozbawił ich przywilejów politycznych i wojskowych.
Długie panowanie Ludwika XIV stało się szczytowym osiągnięciem francuskiej monarchii absolutnej, a jej symbolem było przypisywane królowi stwierdzenie: „państwo to ja” (fr. L'État, c'est moi), uchylenie edyktu nantejskiego i wywołana tym emigracja hugenotów zlikwidowały ostatnie zorganizowane środowisko potencjalnej opozycji. Na arenie międzynarodowej Francja Ludwika XIV odgrywała czołową rolę. Pod hasłem zapewnienia jej naturalnych granic dokonywano zaborów ziem sąsiednich, prowadzono zwycięskie wojny z Habsburgami i z Anglią. Nastąpił wzrost francuskiej potęgi morskiej i rozkwit handlu kolonialnego (między innymi posiadłości w Kanadzie, Luizjanie, na Antylach, w Indiach i Afryce).

### Przyczyny upadku monarchii
Sukcesy Ludwika XIV, osiągnięte za cenę wielkiego wysiłku finansowego, doprowadziły Francję do kryzysu. Za panowania Ludwika XV rozrzutność dworu i niepomyślne wojny zrujnowały skarb. Po objęciu tronu przez Ludwika XVI deficyt państwa powiększał się, a próby reform skarbowych były zwalczane przez środowiska dworskie i nie wyszły poza stadium wstępne. Jednocześnie udzielenie przez Francję poparcia rewolucji amerykańskiej (1778-1783) wzmocniło w społeczeństwie nastroje wolnościowe.
Ludwik XVI został zmuszony do zwołania 5 maja 1789 roku Stanów Generalnych, które 17 czerwca uznały się za Zgromadzenie Narodowe, a 9 lipca przekształciły się w Konstytuantę, dając początek Rewolucji Francuskiej. 3 września 1791 uchwalona została Konstytucja 1791 roku.